# ألفا توبولين 3 سي
سلسلة توبولين ألفا-3 سي /دي Tubulin alpha-3C / D هي عبارة عن بروتين يتم ترميزه في البشر بواسطة جين TUBA3C .  

## الوظيفة
تؤدي الأنابيب الدقيقة للهيكل الخلوي حقيقية النواة وظائف أساسية ومتنوعة وتتكون من مختلف الأجزاء من ألفا وبيتا توبيولين. الجينات التي تشفر هذه المكونات الدقيقة هي جزء من عائلة التوبولين الفائقة ، والتي تتكون من ست عائلات متميزة. تم العثور على جينات من عائلات ألفا وبيتا وجاما توبيولين في جميع حقيقيات النوى. يمثل توبولين ألفا وتوبولين بيتا المكونات الرئيسية للأنابيب الدقيقة ، بينما يلعب جاما توبولين دورًا مهمًا في تنوية تجميع الأنابيب الدقيقة. هناك العديد من جينات ألفا وبيتا توبيولين وهي محفوظة بشكل كبير بين الأنواع. هذا الجين عبارة عن جين ألفا توبولين يشفر بروتينًا بنسبة 99٪ إلى منتجات الجين Tuba3 و Tuba7 الخاصة بخصية الفأر. يقع هذا الجين في منطقة 13q11 ، وهو مرتبط بالأمراض الوراثية Clouston hidrotic ectodermal dysplasia ومتلازمة كابوكي. وقد لوحظ تضفير بديل لهذا الجين وتم تحديد نوعين مختلفين. 

## التفاعلات
ثبت أن ألفا-توبولين 3 سي يتفاعل مع FYN  و NMI . 

## اقرأ أيضا
- أنيبيب دقيق

## روابط خارجية
- تفاصيل أكثر عن TUBA3C على موقع متصفح جينوم جامعة كاليفورنيا سانتا كروز [الإنجليزية].